# Музична академія (Катовиці)
Музична академія в Катовицях (Akademia Muzyczna w Katowicach) імені Кароля Шимановського — вищий музичний навчальний заклад у м. Катовицях.
Відкрита 1929 року як Державна консерваторія. 12 листопада 1979 отримала статус академії та ім'я Кароля Шимановського. Академія займає 4 корпуси, головний корпус — будівля неоготичного стилю кінця XIX століття, реставрована 1998 року.
Серед випускників Академії — композитори Г. М. Гурецький, Вітольд Шальонек, Юзеф Свідер, А. Ласонь, Є. Кнапік, піаніст Крістіан Циммерман.
Академію очолювали відомі музиканти Вітольд Фріман, Фаустин Кульчицький, Болеслав Войтович та ін.